# 케빈 호지스
케빈 호지스(Kevin Hodges, KBO 등록명 : 호지스, 1973년 6월 24일 ~ )는 미국 출신의 야구 선수이다.
우투우타의 투수로, 2000년 메이저 리그팀 시애틀 매리너스에서 데뷔했다. 2001년 일본 프로 야구팀 야쿠르트 스왈로스로 이적했고 2002년 17승을 거두어 역시 17승을 기록한 우에하라 고지와 함께 센트럴 리그 다승왕 투수가 되었다. 2004년 한국 프로 야구팀 삼성 라이온즈로 이적했으나 고질적인 초반 약점 탓인지   9승 10패 방어율 4.24를 기록한 후 방출되었고, 2005년 다시 일본으로 건너가 도호쿠 라쿠텐 골든이글스에 입단했다. 2005년 시즌이 끝나고 2006년에 미국으로 다시 돌아갔다.
1. ↑  “'투수 왕국' 자리매김…절반의 성공”. 영남일보. 2004년 11월 2일. 2021년 8월 10일에 확인함.